# Boerenmagazijn
Boerenmagazijn is een voormalig fort/ batterij in de gemeente Hulst. Het fort ligt ten oosten van Zandberg en ten zuiden van Graauw. Boerenmagazijn ligt aan de Beerweg. Het fort diende ter dekking van een inundatiesluis, waarmee men het voorland van de Linie van Communicatie ten Oosten van Hulst onder kon laten lopen. De sluis werd aangelegd in 1784. In dat jaar werd namelijk de Nieuw-Kieldrechtpolder bedijkt, waartoe de Vlaamse Kreek door de Beerweg werd afgedamd. Hierin bevond zich een uitwateringssluis die ook als inundatiesluis dienstdeed, zodat het voorland onder water kon worden gezet. De dijken tussen de Nieuw-Kieldrechtpolder, de Klein-Kieldrechtpolder en de Clingepolder waren reeds grotendeels geslecht, waardoor een groot gebied onder water kon worden gezet. Vermoedelijk had men de aanstaande Franse inval op het oog. Ook tijdens de Belgische Revolutie had de sluis en het fort nog enige militaire betekenis. In 1852 werd het Boerenmagazijn definitief buiten werking gesteld en werd het omgevormd tot een dijk. Dit gebeurde omdat toen de Van Alsteinpolder werd ingedijkt, die zich ten noordoosten van de sluis uitstrekte. Hiermee was de rechtstreekse verbinding van de inundatiesluis met de zee verbroken.
Sinds 2002 is het voormalige fort met sluis (ook wel Steenen Beer genoemd) gerestaureerd. Ten westen van het fort ligt de Vlaamse Kreek.

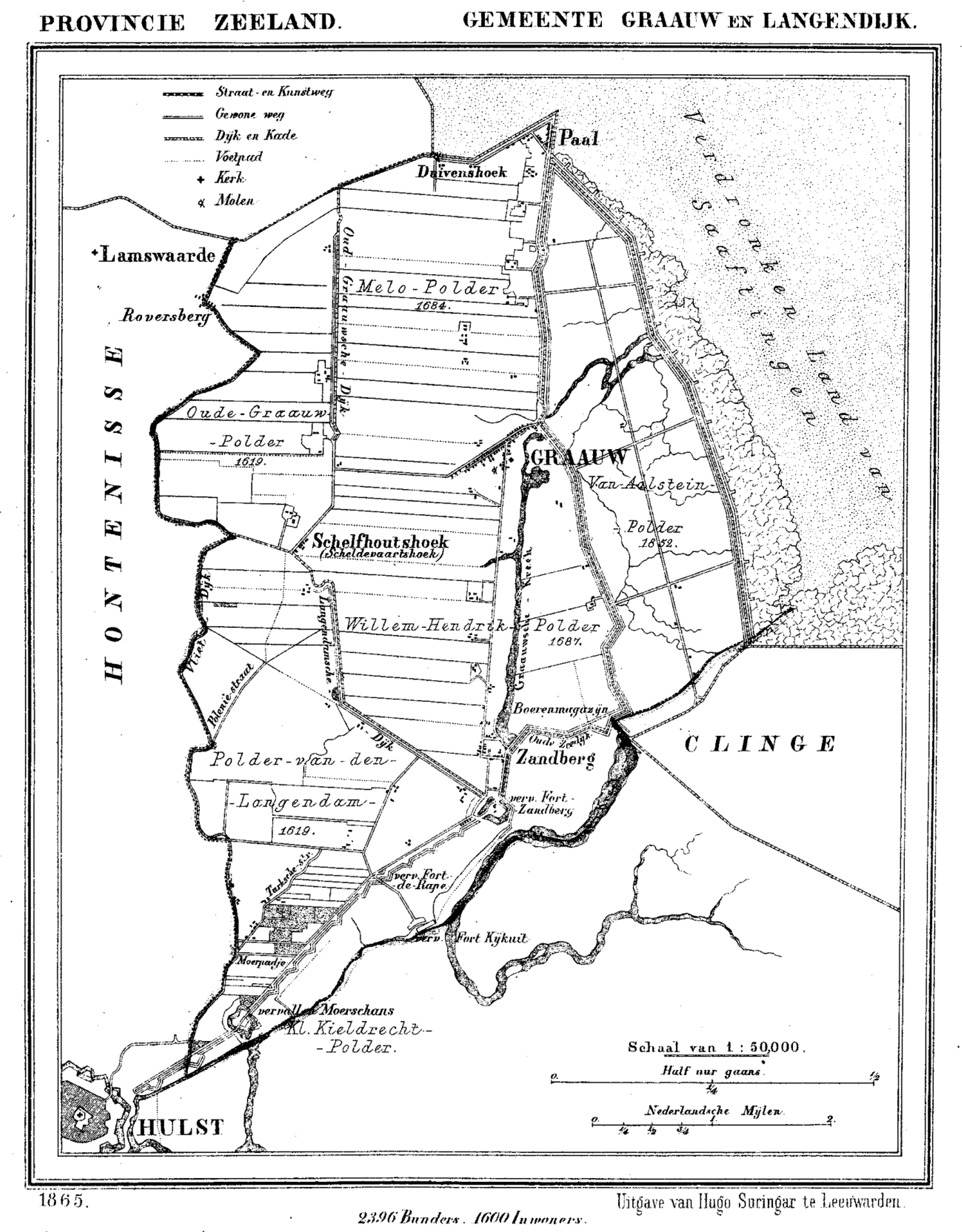
Een kaart uit 1865 van de gemeente Graauw en Langendijk met Boerenmagazijn aangegeven.

Stad: Hulst

Dorpen: Clinge · Graauw · Heikant · Hengstdijk · Kapellebrug · Kloosterzande · Kuitaart · Lamswaarde · Nieuw Namen · Ossenisse · Sint Jansteen · Terhole · Vogelwaarde · Walsoorden

Buurtschappen: Absdale · Baalhoek · Boschkapelle · Catalijnenweg · Delft · Drie Hoefijzers · Duivenhoek · De Eek · Emmadorp · Fluitershoek · Groenendijk · Halfeind · Hoefkesdijk · Hoek en Bosch · 't Hoekje · 't Jagertje · Kalverdijk · Kampen · Kamperhoek · Keizerrijk · De Knapaf/Droogedijk · Knuitershoek · Koelewei · Koningsdijk · De Kraai · Krabbenhoek · Kreverhille · Kruisdorp · Kruispolderhaven · Kruisweg · Het Lammetje · Luntershoek · Margret · Margretschedijk · Molenhoek · Molenhoek · Muggenhoek (deels) · Noordstraat · Het Oliekot · Oostdijk · Ossenhoek · Oude Kaai · Oudemolen · Oude Stoof · Paal · Patrijzendijk · Patrijzenhoek · Pauluspolder · Perkpolder · Prosperdorp · De Rape · Roskam · Roverberg · Ruischendegat · Rustwat · Saswijk · Schapershoek · Scheldevaartshoek · Schuddebeurs · Sluis/Drie Gezusters · Statenboom · Stoppeldijk (Rapenburg) · Stoppeldijkveer (deels) · Strooienstad · Tasdijk · Tragel · Verkorting · Vijfhoek · Vogelfort · Walenhoek · Zandberg · Zeedorp · Zeegat

Historische plaatsen: Boerenmagazijn · Eekenissepolder · Klein Kuitaart · Tivoli · Vitshoek

Zeeland: Steden en dorpen in Zeeland      Nederland: Provincies · Gemeenten